# Toni Barpi
Toni Barpi, noto anche come Antonio Barpi (Feltre, 13 giugno 1920 – Treviso, 31 ottobre 2013), è stato un attore italiano.

## Biografia
Nato a Feltre presso Belluno, inizia a recitare da giovane in varie compagnie dialettali venete, sino ad approdare alla Compagnia di Cesco Baseggio, con cui lavorerà in numerose rappresentazioni e per un lungo periodo, sino agli anni settanta.
Negli anni quaranta sposa la sua collega di lavoro l'attrice Wanda Benedetti, con cui avrà modo di recitare sia in teatro alla radio e in televisione sin dai primo periodo delle trasmissioni Rai nel febbraio del 1954 (appaiono entrambi in un paio di puntate de I Buddenbrook, del 1971).
Nel 1936 il regista Marco Elter gli offre una piccola parte nella pellicola Le scarpe al sole, anche se l'attività nel mondo del cinema sarà una parte minore della sua carriera.
Nel 2000 esce il suo ultimo film, Rosa e Cornelia.

## Filmografia

### Cinema
- Brigliadoro, regia di Angio Zane (1959)
- Walter e i suoi cugini, regia di Marino Girolami (1961)
- Avventure a cavallo, regia di Angio Zane (1967)
- E cominciò il viaggio nella vertigine, regia di Toni de Gregorio (1974)
- Nudo di donna, regia di Nino Manfredi (1981)
- Il buon soldato, regia di Franco Brusati (1982)
- Quando le montagne finiscono, regia di Daniele Carnacino (1994)
- Rosa e Cornelia, regia di Giorgio Treves (2000)

### Televisione
- Romeo e Giulietta - film TV (1954)
- Buon viaggio Paolo - film TV (1954)
- Donne in ermellino - film TV (1958)
- Scacco matto - film TV (1959)
- Manettoni e Pippo Fantasma - miniserie TV, 3 episodi (1960)
- Il piccolo lord - miniserie TV, 2 episodi (1960)
- I rusteghi - film TV (1964)
- La famegia del santolo - film TV (1966)
- I promessi sposi - miniserie TV, 1 episodio (1967)
- Breve gloria di mister Miffin - miniserie TV, 1 episodio (1967)
- Le mie prigioni - miniserie TV, 1 episodio (1968)
- Babeck - miniserie TV, 3 episodi (1968)
- Coralba - miniserie TV, 1 episodio (1970)
- La carretta dei comici - serie TV, 3 episodi (1970)
- I Buddenbrook - miniserie TV, 1 episodio (1971)
- All'ultimo minuto - serie TV, 1 episodio (1973)
- Malombra - miniserie TV, 2 episodi (1974)
- Sotto il placido Don - miniserie TV, 1 episodio (1974)
- La bufera - miniserie TV, 1 episodio (1975)
- Bettina - serie TV (1976)
- Serata con Achille Campanile - film TV (1976)
- L'ultimo aereo per Venezia - miniserie TV, 1 episodio (1977)
- Processo a Maria Tarnowska - miniserie TV, 1 episodio (1977)
- Piccolo mondo moderno - miniserie TV, 3 episodi (1984)
- La scalata - miniserie TV, 3 episodi (1993)